# 斯坎迪亚诺
斯坎迪亚诺（義大利語：Scandiano），是意大利雷焦艾米利亚省的一个市镇。总面积49平方公里，人口24822人，人口密度506.6人/平方公里（2009年）。ISTAT代码为035040。